# The End (serie televisiva egiziana)
The End (النهاية‎, Al Nehaya o El Nehaya) è una serie televisiva di fantascienza egiziana del 2020, trasmessa sul canale ON E. La serie è stata scritta da Amr Samir Atef e prodotta dalla Synergy Productions. Diretta da Yasser Sami, ha come attori protagonisti Youssef El Sherif, Nahed El Sebai, Sahar El Sayegh, Ahmed Wafik, Amr Abdelgelil. È una delle serie create appositamente per il ramadan del 2020.

## Trama
Nel 2120, il mondo è stato devastato e ora è in rovina. L'ingegnere Zain vuole contrastare la tecnologia che cinquant'anni prima ha preso il sopravvento, ma tutto cambia quando incontra un suo clone robotico.

## Episodi
| Stagione       | Episodi | Prima TV Egitto | Prima TV Italia |
| -------------- | ------- | --------------- | --------------- |
| Prima stagione | 30      | 2020            | inedita         |

## Accoglienza
Il ministero degli affari esteri israeliano ha criticato la serie, perché prevede la distruzione di Israele.